# Cauterize
Cauterize foi uma banda de rock alternativo fundada em Oshawa, Canadá, em 1995. A banda era antes chamada de T.O.E., mas trocou de nome após lançar seu segundo álbum. Algumas de suas canções figuraram na trilha sonora do jogo eletrônico 1080° Avalanche, para Nintendo Game Cube.

## Membros
- Jesse Smith - vocais/guitarra (1995-2007)
- Josh Slater - guitarra/backing vocais (1998-2007)
- Chuck Coles - guitarra solo (2005-2007)
- Jason Bone - baixo/backing vocais (1995-2007)
- Matt Worobec - bateria (1995-2007)

## Discografia

### Álbuns
Como T.O.E.:
- Take Off Eh! (1999)
- The Moment I Cauterize (2001)

Como Cauterize:
- So Far from Real (2003)
- Paper Wings (2005)
- Disguises (2007)
- Unmasked (album) (2007)

### Singles
- "Something Beautiful" (2003)
- "Killing Me" (2003)
- "Choke" (2004)
- "Closer" (2007)
- "Minor Key Symphony" (2007)